# Бокельман, Рудольф
Рудо́льф Бо́кельман (нем. Rudolf Bockelmann; 2 апреля 1892, Бад-Бодентайх — 9 октября 1958, Дрезден) — немецкий оперный певец (баритон, бас-баритон), каммерзенгер Пруссии.

## Биография
Родился в семье директора школы. В 1902—1911 годы учился в гимназии в Целле, отец обучал его игре на фортепиано. С 1912 года изучал классическую филологию в университете Лейпцига, там же стал членом Певческого общества святого Павла. Добровольцем отправился на фронт, несколько раз был ранен. По возвращении с войны в 1919 году получил учительскую степень.
Свои музыкальные способности всерьёз не воспринимал, но по настоянию лейпцигского дирижёра Артура Никиша в 1920—1923 годы учился пению у баритона Оскара Ласснера (нем. Oskar Lassner). Уже в 1921 году дебютировал в Лейпцигской опере.
В 1920 пел в опере в Целле; в 1921—1926 — в Лейпцигской опере. В 1926—1932 годы — героический баритон в Государственной ганноверской опере.
С 1928  по 1942 был неизменным участником и лауреатом Байройтского вагнеровского фестиваля
В 1932—1945 годы — 1-й героический баритон в Берлинском государственном оперном театре. В 1934 году удостоен звания каммерзенгера Пруссии.
В 1937 вступил в НСДАП (регистрационный номер 5849261), стал членом президиума Товарищества немецких художников. В августе 1944 Адольф Гитлер включил его в свой Gottbegnadeten-Liste («Список талантливых от бога»), что освободило Р.Бокельмана как от службы на фронте, так и от трудовой повинности.
С 1944 года — профессор пения в Имперской музыкальной школе в Зальцбурге. С 1945 года пел в Гамбургской опере; в 1946—1954 годы преподавал вокальное искусство в Гамбурге. С 1954 года жил в Дрездене, где был профессором консерватории.
Похоронен на Старом католическом кладбище в Дрездене.

## Творчество
Считается одним из выдающихся интерпретаторов Вагнера в XX столетии. В 1928—1942 годы регулярно участвовал в Байрёйтском фестивале и становился его лауреатом. До Второй мировой войны гастролировал в Великобритании (Королевский оперный театр в Ковент-Гардене) и США (Оперный театр Чикаго); в послевоенное время вследствие причастности в НСДАП его выступления ограничивались исключительно Германией.
В числе исполненных им партий — Геральд в «Лоэнгрине», Вотан в «Валькирии», «Золоте Рейна» и «Зигфриде», Ганс Сакс в «Нюрнбергских мейстерзингерах».
В концертах выступал с пианистом С.Пешко.